# Sigrdrífa
Sigrdrífa, nella mitologia norrena, è la Valchiria della Conoscenza e leggendaria skjaldmær.
Nel Sigrdrífumál e nella Saga dei Völsungar essa appare come mentore di Sigfrido (in norreno antico Sigurðr, nella tradizione tedesca Siegfried), al quale insegnò le rune, dopo che lui l'ebbe risvegliata da un sonno magico indottole come punizione dal padre, Odino. Nella saga Sigrdrífa racconta il motivo di questa punizione: Si legge che una grande battaglia venne combattuta tra due re, cioè Hjalmgunnar, un vecchio guerriero a cui Odino ebbe promesso la vittoria, e Agnar (conosciuto anche con il nome di Audabrodir). Durante lo scontro Sigrdrífa uccise Hjalmgunnar, scatenando l'ira del dio, che decise perciò di pungerla con una spina soporifera. Odino sancì inoltre che la valchiria non avrebbe mai più vinto alcuna battaglia e che si sarebbe dovuta sposare. Tuttavia Sigrdrífa si difese giurando che avrebbe sposato solo un uomo che mai conobbe la paura.
Nella traduzione della Saga dei Völsungar dello storico e professore Jesse L. Byock questo insegnamento viene dato invece dalla skjaldmær Brunilde, la cui figura conta molte somiglianze con quella della valchiria Sigrdrífa, tanto che i due personaggi mitologici vengono talvolta considerati come un'unica figura.

## Significato del nome Sigrdrífa
Il composto sigr-drífa significa "colei che conduce verso la vittoria", esso è talvolta considerato come un semplice epiteto della skjaldmær Brunilde. 

## Carme di Sigrdrífa
Ecco riportato il Carme di Sigrdrífa (o Canto di Sigrdrífa), cantato all'eroe Sigfrido per insegnargli come usare e sfruttare le rune a suo vantaggio.
| Testo in islandese antico | Traduzione in inglese | Traduzione in italiano |
| --- | --- | --- |
| Bjór fœri ek þér, brynþinga valdr, magni blandinn ok megintíri. Fullr er ljóða ok líknstafa, góðra galdra ok gamanrœðna. Sigrúnar skaltu kunna ef þú vill snotr vera, ok rísta á hjalti hjǫrs, á véttrimum ok á valbǫstum ok nefna tysvar Tý. Brimrúnar skaltu gera ef þú vill borgit hafa á sundi seglmǫrum. Á stafni skal þær rísta ok á stjórnar blaði ok leggja eld í ár. Fellrat svá brattr breki né blá unnir, þó kemsk heill af hafi. Málrúnar skaltu kunna, ef þú vill at manngi þér heiptum gjaldi harm. Þær um vindr, þær um vefr, þær um setr allar saman á því þingi, er þjóðir skulu i fulla dóma fara. Ǫlrúnar skaltu kunna, ef þú vill at annars kván véli þik eigi í tryggð, ef þú trúir. Á horni skal þær rísta ok á handarbaki ok merkja á nagli nauð. Full skaltu signa ok við fári sjá ok verpa lauk í lǫg. Þá ek þat veit, at þér verðr aldri meinblandinn mjǫðr. Bjargrúnar skaltu nema, ef þú vill borgit fá ok leysa kind frá konu. Á lófa skal þær rísta ok um liðu spenna ok biðja dísir duga. Limrúnar skaltu kunna, ef þú vill læknir vera ok kunna sár at sjá. Á berki skal þær rísta, ok á barri viðar þess er lúti austr limar. Hugrúnar skaltu nema, ef þú vill hverjum vera goðhorskari guma. Þær of réð, þær of reist þær of hugði Hroptr. Á skildi váru ristnar, þeim er stendr fyrir skínanda guði á eyra Árvakrs ok á Alsvinns hǫfði ok á því hveli, er stendr undir reið Rǫgnis, á Sleipnis taumum ok á sleða fjǫtrum. Á bjarnar hrammi ok á Braga tungu, á úlfs klóm ok á arnar nefi, á blóðgum vængjum ok á brúar sporði, á lausnar lófa ok á líknar spori. Á gleri ok á gulli ok á góðu silfri, í víni ok í virtri ok á vǫlu sessi, í guma holdi, ok Gaupnis oddi ok á gýgjar brjósti, á nornar nagli ok á nefi uglu. Alla váru af skafnar, þær er á váru ristnar, ok hrœrðar við inn helga mjǫð ok sendar á víða vegu. Þær eru með álfum, sumar með Ásum ok með vísum Vǫnum, sumar hafa mennskir menn. Þat eru bótrúnar ok bjargrúnar ok allar ǫlrúnar ok mærar meginrúnar hverjum, er þær kná óvilltar ok óspilltar sér at heillum hafa. Njóttu, ef þú namt, unz rjúfask regin. Nú skaltu kjósa, alls þér er kostr of boðinn, hvassa vápna hlynr. Sǫgn eða þǫgn haf þú þér sjálfr of hug. Ǫll eru mál of metin. | Ruler of battles, I now bring your ale mixed with great power, mingled with fame, filled with versed charms and friendship runes, with goodly spells, with gay talk brimming. War runes you must know if wise you would be. On sword-guard grave them, on hilt-sockets, on hilt's iron grip, and twice say Tyr's name. Wave runes you must cut to watch over with care your sailed steeds in swimming. On prow put them, place them on steering oar, and burn them also in oars. No blue wave shall fall, no breaker steep, and you'll return safe from the sea. Speech runes you must know, to be spared, if you wish repayment of grief rendered. Wind them about, weave them about, side by side set them there at the Thing where throngs shall come, all to full session faring. Ale runes you must know, lest another's wife betray trust if you trust her. On the horn you must carve them on hand's back, too, and mark on nail Need. Filled cup you must bless against bane to guard, cast garlic into the goblet. Then this I promise, that poisoned mead will not fall to your fate. Life runes you must learn for those labouring with child, to deliver babe safe and sound. On palm you must carve them, clasp them round limbs, and the aid of the Disir desire. Twig runes you must know for treating the sick, to see wisely to wounds. Lay them on bark, on the leaves of the tree whose boughs bend to the east. Mind runes you must learn if other men you would quite outweigh in wisdom. He who devised them, he who divined them and hewed them out, 'twas Hropt. On the shield were they graved before the shining god on Arvak's ear and Alsvid's head. Carved there on the wheel 'neath the wain of Rognir, on Sleipnir's reins, and on sleigh's traces. On bear's paw too on Bragi's tongue, on both wolf's claw and beak of eagle, on bloody wings, on bridge's head, on freeing palm, and path of mercy. On glass and gold, and on goos silver, in wine and ale, on witch's throne, on Gaupnir's point and pelt of men, and put them on hag's breast, on Norn's nail too, and neb of owl. All scored in these were scraper away, and mingled with mead most holy, and sent on far flung ways. They are with elves, with the Æsir some, and with Vanir of vast wisdom, and some are found midst men. Cure runes are these and birth runes, too, and all ale runes, great, glorious runes for all who use them unspoilt and true to lead luck thence. Possess them and prosper 'til the gods are gone. Now you must choose, a choice of all's offered, o maple tree of true weapons. Speech or silence, you yourself shall decide. Now all the words are weighed. | Dominatore di battaglie, ora ti porgo la birra mista a grande potenza, mescolata alla gloria, piena di poetici versi e rune di amicizia, di buoni incantesimi e piacevoli parole. Dovrai conoscere le rune della guerra se vuoi essere saggio e acuto. Incidile sulla guardia della spada, sulla sua impugnatura, sulla linea centrale dell'elsa, fallo in nome di Týr, nominalo due volte Dovrai incidere le rune delle onde se desideri proteggere le tue imbarcazioni mentre navighi. Mettile sulla prua, incidile sui remi che conducono e lì marchiale col fuoco. Nessuna larga onda ti colpirà nessun frangente blu ti si riverserà contro e ritornerai salvo dal mare. Dovrai conoscere le rune del linguaggio se non desideri alcun rimborso con parole d'odio per un danno compiuto. Avvolgile, intrecciale, Imbrigliale l'una accanto all'altra, quando sarai all'assemblea. a cui le schiere parteciperanno, la corte completa in viaggio Dovrai conoscere le rune della birra. per evitare che un'altrui donna tradisca la fiducia che tu hai in lei. Incidile sul corno, anche sul dorso della mano e segna la runa del bisogno sull'unghia. Dovrai benedire i calici riempiti e guardarti da ciò che ti ferirà, getta dell'aglio nell'intruglio. Poi prometto questo: Non ti verrà mai porta una bevanda avvelenata. Dovrai apprendere le rune della vita per coloro che curano dei bambini così potrai consegnarli e assisterli. Incidile a loro sul palmo della mano e stringile poi attorno ai polsi e l'aiuto delle Dísir non mancherà. Dovrai conoscere le rune dei rami se vuoi curare gli ammalati, e guarire saggiamente una ferita. Incidile sulla corteccia e sulle foglie degli alberi le cui fronde volgono a est. Dovrai apprendere le rune della mente se tutti gli uomini vuoi superare in sapienza e arguzia. Colui che le ha concepite e colui che sacramente le ha incise fu Hropt. Egli fece ciò con grande cura. Erano state intagliate sullo scudo che difende il dio splendente sull'orecchia di Arvak e sulla testa di Alsvid. Incise sulla ruota che sta sotto al carro di Hrungnir, sulle redini di Sleipnir, e sulle tracce della slitta. Anche sulla zampa dell'orso e sulla lingua di Bragi, sia sulla zampa del lupo che sul becco dell'aquila, sulle ali insanguinate, alle estremità del ponte, sul palmo che rassicura e sul sentiero di chi prova pietà. Sul vetro e sull'oro, anche sul buon argento, nel vino e nella birra, sul trono della strega, sulla punta di Gaupnir e sul corpo degli uomini, sul petto dell'incantatrice, anche sull'unghia della Norna, come sul becco del gufo. Tutte le rune incise vennero poi raschiate e mischiate con l'idromele sacro, ora esse percorrono ampi cammini. Alcune le possiedono gli elfi, altre gli Asi, alcune i Vani sapienti, altre si trovano tra gli uomini. Queste sono rune di cura e pure rune di nascita, così tutte le rune della birra, grandi, gloriose rune per tutti coloro che le usano senza guastarle e profanarle esse renderanno loro il fato benigno. Sfruttale e godine, se le possiedi, fino alla morte degli dei. Ora devi scegliere, poiché hai di fronte a te una scelta, o acero di armi affilate. Parole o silenzio, ciò dovrai decidere ora tutte le parole sono ponderate. |